# Zhong Jiaqi
Pour les articles homonymes, voir Zhong.
Zhong Jiaqi née le 23 septembre 1999, est une joueuse de hockey sur gazon chinoise.

## Carrière
- Elle a fait partie de l'équipe nationale pour concourir à la Coupe du monde 2018 à Londres et aux Jeux olympiques de 2020 à Tokyo[2].
- Elle a fait partie des joueuses nommées pour la meilleure joueuse U21 de l'année en 2019[3].

## Palmarès
- : 2e au Champions Trophy d'Asie en 2016.
- : 2e à Coupe d'Asie en 2017.
- : 3e au Champions Trophy d'Asie en 2018.
- : 3e au Champions Trophy d'Asie en 2021.